# Многошипый скат
Многошипый скат (лат. Bathyraja multispinis) — вид хрящевых рыб рода глубоководных скатов семейства Arhynchobatidae отряда скатообразных. Обитают в умеренных водах юго-западной части Атлантического и  юго-восточной части Тихого океана. Встречаются на глубине до 845 м. Их крупные, уплощённые грудные плавники образуют округлый диск со треугольным рылом. Максимальная зарегистрированная длина 119 см. Откладывают яйца. Питаются в основном крабами. Являются объектом целевого промысла.

## Таксономия
Впервые новый вид был научно описан в 1937 году как Raja multispinis.  Видовой эпитет происходит от слов лат. multi — «много» и лат. spina — «колючка». В 1999 году вид был отнесён к роду Rhinoraja, однако окончательного подтверждения данной классификации нет. В настоящее время используют оба названия — Rhinoraja multispinnis и Bathyraja multispinnis (на сайте МСОП имеется профиль Rhinoraja multispinnis). Голотип представляет собой неполовозрелого самца длиной 32 см, пойманного северо-западнее Фолклендских островов на глубине 221—197 м.

## Ареал
Эти скаты широко распространены в глубоких умеренных водах Аргентины, Фолклендских островов, Уругвая и юга Бразилии. Встречаются на внешнем крае континентального шельфа на глубине от 72 до 845, чаще между 200 и 350 м. Взрослые скаты с диском шире 60 см чаще попадаются глубже 500 м по сравнению с молодняком. Это стенотермный организм и стеногалинный организм вид.

## Описание
Широкие и плоские грудные плавники этих скатов образуют ромбический диск с широким треугольным рылом и закруглёнными краями. Позади глаз имеются брызгальца. На вентральной стороне диска расположены 5 жаберных щелей, ноздри и рот. Хвост длиннее диска. На хвосте пролегают латеральные складки. У этих скатов 2 редуцированных спинных плавника и редуцированный хвостовой плавник. Ширина диска превышает длину и составляет около 71,5 % от общей длины. Рыло оканчивается коротким передним выростом. Длина рыла примерно равна 1/5 ширины диска. Межглазничное пространство больше диаметра глаза. Расстояние между ноздрями чуть более 1/2 длины рыла до рта. Рот округлый. Крупные зубы оканчиваются плоскими вершинами. На верхней челюсти имеется 22 зубных ряда. Зубные пластинки широкие. Дорсальная поверхность диска в основном гладкая. Мелкие шипики покрывают передний край грудных плавников, рыло, межглазничное пространство, спинные плавники и полосу вдоль позвоночника. Имеется срединный ряд из 44 шипов на туловище и хвосте. 15—16 рядов аларных колючек. Лопаточные и глазничные шипы отсутствуют.  Расстояние от спинных плавников до хвоста больше длины основания первого спинного плавника. Между спинными плавниками имеется колючка. Максимальная зарегистрированная длина 119 см. Самая маленькая свободно плавающая особь была длиной 12,6 см.  Дорсальная поверхность диска окрашена в серовато-коричневый цвет, усеяна тёмными и бледными отметинами. В середине задней части грудных плавников и на брюшных плавниках имеются яркие белые пятна. Вентральная поверхность диска белая и гладкая.

## Биология
Эмбрионы питаются исключительно желтком. Эти скаты откладывают яйца, заключённые в роговую капсулу с твёрдыми «рожками» на концах. Половая зрелость наступает при длине около 93,4 см. Рацион в основном состоит из крабов, например, Peltarion spinosulum. Эти скаты часто бывают заражены трематодами Otodistomum plunketi.

## Взаимодействие с человеком
Эти скаты представляют средний интерес для коммерческого промысла и регулярно попадаются в качестве прилова в ходе лова костистых рыб. Для восполнения популяции на Фолклендских островах принимаются меры (временный мораторий, введение квот на вылов). Международный союз охраны природы  присвоил виду охранный статус  «Близкий к уязвимому положению».